# Карабаев, Зияда Мусаипович
Зияда Мусаипович Карабаев (23 ноября 1930, Тайсойган, КазАССР — 30 октября 2016, Зубаревка, Курганская область) — советский передовик сельскохозяйственного производства, старший чабан совхоза «Буревестник» Притобольного района Курганской области. Герой Социалистического Труда (1971).

## Биография
Зияда Мусаипович Карабаев родился 23 ноября 1930 года в крестьянской семье в ауле Тайсойган Мендыгаринского района Кустанайского округа Казакской АССР РСФСР, ныне село входит в Убаганский сельский округ (каз. Обаған ауылдық округі (Ұзынкөл ауданы)) Узункольского района Костанайской области Республики Казахстан. Казах.
Вскоре после рождения его родители переехали в деревню Писаревка Алабугского сельсовета Звериноголовского района, где он окончил начальную школу. Решением Курганского облисполклма № 426 от 17 октября 1972 года деревня Писаревка Отряд-Алабугского сельсовета Притобольного района была упразднена как сселившаяся.
После окончания начальной школы трудился подпаском в чабанской бригаде отца в совхозе «Алабугский» Звериноголовского района. С 1946 года — старший чабан шестого отделения совхоза «Алабугский».
Ежегодно перевыполнял план по выращиванию ягнят и настригу шерсти. За годы семилетки (1959—1965) получил в среднем по 5 килограмм шерсти с каждой овцы. За эти выдающиеся трудовые достижения в 1966 году был награждён орденом Ленина.
1 февраля 1963 года Звериноголовский район упразднён, Отряд-Алабугский сельсовет вошёл в Курганский сельский район, 3 марта 1964 года — передан в Глядянский сельский район, а 12 января 1965 года — в Притобольный район.
С 1967 года — старший чабан совхоза «Буревестник», село Звериноголовское Притобольного района. Стал инициатором социалистического соревнования за высокопроизводительный труд, в результате чего в совхозе значительно выросли трудовые показатели. В 1969 году получил с каждой овцы в среднем по 4,4 килограмма шерсти.
Указом Президиума Верховного Совета СССР от 8 апреля 1971 года за выдающиеся успехи в выполнении заданий пятилетнего плана, достижение высоких технико-экономических показателей удостоен звания Героя Социалистического Труда с вручением ордена Ленина и золотой медали «Серп и Молот».
Неоднократно избирался членом Курганского областного комиета КПСС.
Жил в деревне Зубаревка Отряд-Алабугского сельсовета Звериноголовского района Курганской области.
Зияда Мусаипович Карабаев скончался 30 октября 2016 года в деревне Зубаревка Отряд-Алабугского сельсовета Звериноголовского района Курганской области, ныне деревня входит в Звериноголовский муниципальный округ той же области.

## Награды и звания
- Герой Социалистического Труда — указом Президиума Верховного Совета СССР от 8 апреля 1971 года
  - Орден Ленина № 399677
  - Медаль «Серп и Молот» № 11899
- Орден Ленина, 22 марта 1966 года
- Юбилейная медаль «За доблестный труд. В ознаменование 100-летия со дня рождения Владимира Ильича Ленина», 1970 год[4]
- Почётный гражданин Звериноголовского района